# Ibrahim Krehić
'Ibrahim Krehić, né le 10 août 1945, est un ancien entraîneur de basket-ball bosnien. 